# Sujatha Singh

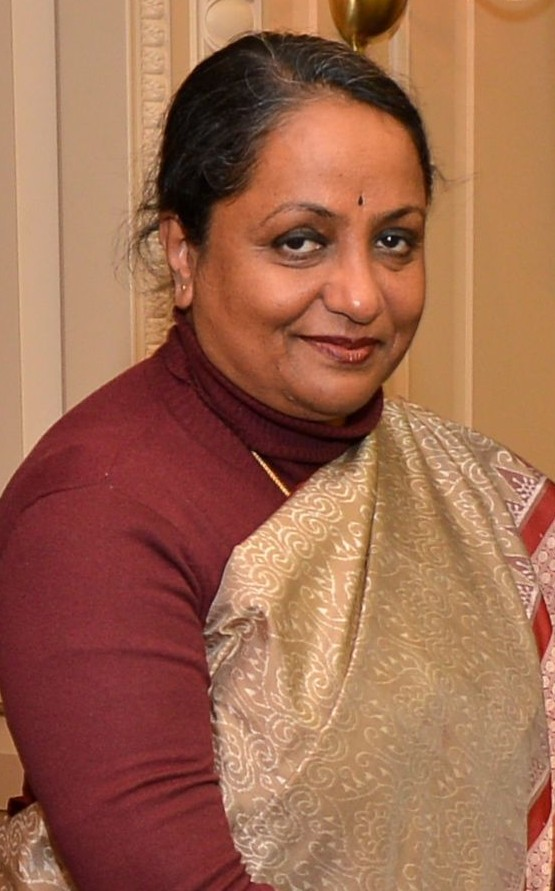
Sujatha Singh, 2013

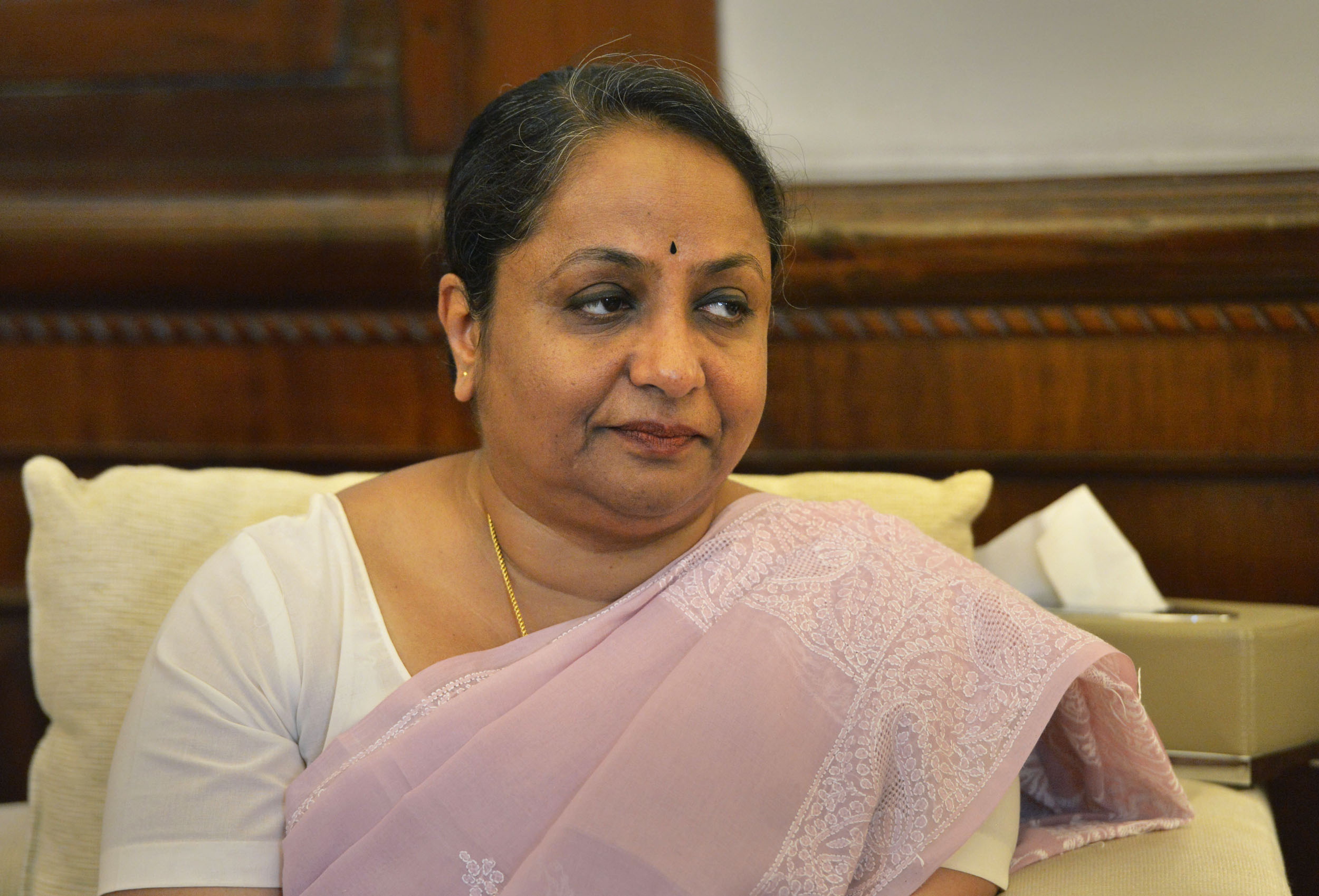
2013

Sujatha Singh (* Juli 1954) ist eine indische Diplomatin.

## Leben
Sie wurde als Tochter des Geheimdienstchefs und späteren Gouverneur T. V. Rajeswar geboren und absolvierte 1973 das Lady Shri Ram College in Neu-Delhi mit einem Bachelor und 1975 die Delhi School of Economics mit einem Master in Wirtschaft. 
Singh trat 1976 in den diplomatischen Dienst Indiens ein. Von 1978 bis 1982 wurde sie als zweite Sekretärin an der indischen Botschaft in Deutschland in Bonn eingesetzt. Sie kehrte dann als Unterstaatssekretärin mit dem Aufgabengebiet Nepal nach Neu-Delhi zurück. 1985 ging sie als erste Sekretärin an das indische Hohe Kommissariat in Ghana in Accra, bis sie 1989 bis 1992 als Beraterin an die Botschaft in Frankreich in Paris gelangte. 1992 bis 1995 wirkte sie wieder in Indien als Direktorin der Abteilung für Wirtschaftskoordinierung. Im Jahr 1995 besuchte sie das National Defence College in Neu-Delhi und war dann 1996 und 1997 als Sekretärin am Foreign Service Institute eingesetzt. Singh war von 1997 bis 2000 stellvertretende Missionsleiterin an der Botschaft in Thailand in Bangkok sowie stellvertretende ständige Vertreterin Indiens an der Wirtschafts- und Sozialkommission für Asien und den Pazifik (ESCAP). Von 2000 bis 2004 war sie indische Generalkonsulin in Italien in Mailand. Ab 2004 wirkte sie wiederum am Ministerium mit der Zuständigkeit für Westeuropa und der Europäischen Union. 2007 wurde sie indische Hochkommissarin in Australien. Das Amt versah sie bis 2012. In ihre Amtszeit in Australien fielen erhebliche Spannungen und Diskussionen in den bilateralen Beziehungen beider Staaten. Zum einen verursacht durch einen rassistisch motivierten Angriff auf indische Studenten in Australien, zum anderen durch die australische Entscheidung Uranlieferungen an Indien zu erlauben. Im März 2012 wurde sie indische Botschafterin in Deutschland.
2013 wurde Singh Außensekretärin und damit Verwaltungschefin des indischen Außenministeriums und höchste Diplomatin des Landes. Obwohl ihre Amtszeit bis Oktober 2015 vorgesehen war, wurde sie bereits am 28. Januar 2015 entlassen. Ursächlich waren wohl unterschiedliche außenpolitische Auffassungen mit dem indischen Premierminister Narendra Modi.

## Familie
Sie ist mit Sanjay Singh verheiratet, der ebenfalls im auswärtigen Dienst Indiens tätig war. Singh beherrscht auch die Deutsche Sprache.